# Niels Møller (forfatter)
 Der er flere personer med dette navn, se Niels Møller.
Niels Laurids Møller (født 11. december 1859 i Svendborg, død 16. marts 1941) var en dansk forfatter.
Niels Møller blev født i Svendborg. Faderen var en skonnertskipper fra Troense, der ofte tog drengen med på rejser til England og på Østersøen. Niels Møller blev student 1881, med økonomisk støtte fra den lokale sognepræst og lensbaronen på det nærliggende Valdemars Slot. Han blev cand. jur. i 1887 fra Københavns Universitet og ansattes i Statsanstalten for Livsforsikring, fra hvilken han 1922 tog sin afsked som kontorchef og Ridder af Dannebrog.
Som forfatter debuterede han 1888 med digtsamlingen Efteraar: farverigt malende, retorisk svulmende digte i rige, brede rytmer, en del påvirkede af moderne engelsk poesi og ofte noget tunge i stilen, men vide, høje tanker og stærke, personlige følelser talte gennem de fjerne, fornemme billeders sprog, og det var fulde brysttoner af vrede og sorg, trods og ømhed, som søgte udtryk i en meget rig sproglig instrumentation. 9 år efter udkom en anden lille digtsamling, Røster, af en strengere avet og lydeløst renere kunst, Og i samlingen Egelunden (1920) kom hertil endnu en værdifuld efterhøst.
Ellers randt — fraset forskellige vægtfulde og klangfulde kantater (bl.a. Universitetskantaten) og virkningsfulde lejlighedsdigte, der karakteriserede personligheder — Møllers oprindeligt så kraftige lyriske åre i de senere år noget sparsomt.
Som fortæller var Møller fremtrådt med 2 bind småfortællinger, Hændelser (1890) og Koglerier (1895), i hvilke små, sære tilfælde og tildragelser på sjælelivets område blev opsporede med fint skarpsind og støbt i en fast og ædel prosakunst. Ikke mindst betydning havde endelig Møller som litterær kritiker og historisk forfatter.
Hele hans digteriske produktion bærer mærke af en gennemtrængende litterær dannelse og vidtomfattende lærdom, og i talrige tidsskriftsartikler (i Tilskueren, Letterstedt’ske Tidsskrift m.fl.) har han karakteriseret en række, især engelske og amerikanske, forfattere og skrevet indsigtsfulde og ubestikkelig samvittighedsfulde kritikker snart over et værk om den græske tragedie, snart over en Shakespeare-biografi, nu om italienske og spanske emner, snart igen over moderne skønlitteratur; de vægtigste af afhandlingerne er samlet i Nattevagter (1923).
I oversættelser af Aischylos’ Agamemnon og Perserne, Sofokles’ Antigone, Robert Brownings monodramaer (Granatæbler [1896]) og Shakespeareske skuespil (Shakespeare for Folket, [1901]) er han, somme tider lidt på letlæselighedens bekostning, trængt dybere ind i originalernes ånd end måske nogen anden dansk oversætter og har gengivet dem i et klangfuldt og kernefuldt dansk.
I Folkenes Historie (udgivet af Johan Ottosen) og i Verdenskulturen (udgivet af Aage Friis) har han skildret store partier af Englands, Hollands og Nordamerikas historie med klassisk fortællerkunst; efter udgiverens død overtog Møller redaktionen af det førstnævnte værk.
Møller har endeligt for Dansk Sprog- og Litteraturselskab udgivet den gamle danske folkebog Rævebogen, I—II (1914 ff.).
Studiekammeraten Valdemar Vedel, hvem han mødtes med første gang ved Harald Høffdings filosofiske manuduktioner, korresponderede han med livet ud. Et udvalg af denne korrespondance blev udgivet i 1959.